# Awara (película)
Awara es una película bengalí de comedia, acción y romance del año 2012. Es una nueva versión de la película en telugu "Krishna" de 2008, que contó con Ravi Teja y Trisha Krishnan en los papeles principales. Dirigida por Ravi Kinagi y producida por Shree Venkatesh Films, esta película presenta a Jeet y Sayantika Banerjee como protagonistas. En "Awara", la interpretación de Kharaj Mukherjee en el papel de Madan dejó una fuerte impresión en la audiencia. La película también figura en la lista de las películas bengalíes más taquilleras.

## Trama
La película trata sobre Surya Narayan (Jeet), quien en un momento fue ingeniero de software pero renuncia a su trabajo para dárselo a su amigo pobre y se queda desempleado en la ciudad de Cooch Behar. Poulomi (Sayantika Banerjee) es una joven de Kolkata que estudia en la universidad y viene a Cooch Behar de vacaciones para quedarse con su hermano mayor Madan Mohan (Kharaj Mukherjee) y su esposa. Surya se enamora de Poulomi a primera vista en el Ransh Mela y comienza a perseguirla para ganarse su corazón. Él y su hermano mayor, Upendra Narayan (Biswajit Chakraborty), se mudan a la parte superior de la casa de Poulomi y su familia como inquilinos. En este proceso, Surya tendrá enfrentamientos con el matón local Shanatan Panja (Tamal Roychowdhury). Aunque Poulomi lo detesta al principio al confundirlo con un tipo problemático, luego se da cuenta de su verdadera naturaleza. Ella regresa a Kolkata y vive con su hermano mayor (Ashish Vidyarthi), un ex constructor y ahora un matón muy poderoso que es posesivo y protector con su hermana.
Surya sigue a Poulomi hasta Kolkata y se integra a su casa con la ayuda de Madan Mohan, y finalmente ambos confiesan su amor. Allí, Surya descubre el pasado de Poulomi y cómo está siendo perseguida por el notorio y cruel Tony Bharadwaj (Mukul Dev), quien es asistido por su tío (Supriyo Dutta) para casarse con ella. Surya lucha contra Tony, el hermano mayor de Poulomi mata a Tony y Surya se casa con Poulomi.

## Elenco
| ACTORES              | ROLES                                                            |
| -------------------- | ---------------------------------------------------------------- |
| Jeet                 | Surya Narayan/Surya                                              |
| Sayantika            | Poulomi                                                          |
| mukul dev            | Tony Bharadwaj, quien controla todos los MLA y ministros locales |
| Ashish Vidyarthi     | Indrajit                                                         |
| Kharaj Mukherjee     | Madan mohan                                                      |
| kamalika banerjee    | Esposa de Madan Mohan                                            |
| Supriyo Dutta        | Gunodhar Chakraborty, tío de Tony                                |
| Biswajit Chakraborty |                                                                  |
| Tulika Bosé          | Cuñada de Surya (esposa de Upendra)                              |
| Biswanath Basu       | amigo de Surya                                                   |
| Tamal Roy Chowdhury  | Sanatán Panja                                                    |
| Subhasish Mukherjee  | El hombre que da habitaciones en alquiler a Surya y Poulami      |
| Mousumi Das          | la hija de Prashanta                                             |
| Rintu Dey            | Bubai; Hijo de Upendra y sobrino de Surya                        |
| Rajat Ganguly        | Prashanta, presidente de la Corporación Municipal                |
| Arun Banerjee        | Abogado Dulal Bhowmik                                            |

## Banda sonora
La música completa fue compuesta por Jeet Gannguli y Dev Sen.
| No. | Título                    | Música            | Cantante(s)                       | Duración |
| --- | ------------------------- | ----------------- | --------------------------------- | -------- |
| 1.  | "Porle Mone"              | jeet gannguli     | jeet gannguli                     | 4:29     |
| 2.  | "Radio Móner"             | jeet gannguli     | Jeet Gannguli, Shilpa Rao         | 2:50     |
| 3.  | "Phool Koli"              | desarrollador sen | Prasenjit Mallick, Dev Sen        | 3:42     |
| 4.  | "Awara (pista principal)" | desarrollador sen | Prasenjit Mallick, Megha Bhardwaj | 4:08     |